# Tanja Poberžnik
Tanja Poberžnik, slovenska filmska igralka in sodnica, * 1956, † 20.oktober 2018
V sedemdesetih in osemdesetih letih je nastopila v ok. desetih filmih. Kasneje je delala kot sodnica Okrožnega sodišča v Ljubljani.

## Filmografija
- Geniji ali genijalci (1985 TV nadaljevanka - Vuk Babić)
- Pustota (1982, celovečerni igrani film - Jože Gale)
- Oblaki so rdeči (1982 TV nadaljevanka - Andrej Stojan)
- Jonov let (1982 Celovečerni fTV film  - Filip Robar)
- Manj strašna noč (1981 TV nadaljevanka - Andrej Stojan)
- Nasvidenje v naslednji vojni (1980, celovečerni igrani film - Žika Pavlović)
- Draga moja Iza (1979, celovečerni igrani film - Vojko Duletič)
- Iskanja (1979, celovečerni igrani film - Matjaž Klopčič)
- Nevjeste dolaze (1978 igrani TV film - Emir Kusturica)
- Okupacija v 26 slikah (1978, celovečerni igrani film - Lordan Zafranovič)
- Zadnja šolska naloga  (1977 celovečerni TV film - Matjaž Klopčič)